# Polimerizzazione radicalica
La polimerizzazione radicalica è un metodo di polimerizzazione a catena tramite il quale un polimero si forma per successiva addizione di un radicale libero. Esistono diversi metodi con cui è possibile formare radicali liberi, generalmente a partire da molecole di iniziatore. Queste specie radicaliche (chiamate radicali primari) sono poi in grado di reagire con unità di monomero, generando i centri attivi su cui si svilupperanno le catene (detti radicali secondari).
Con questo tipo di reazione chimica si possono ottenere svariate macromolecole e materiali compositi. La natura relativamente aspecifica delle interazioni chimiche dei radicali fa sì che questo processo sia largamente utilizzato. Nel 2001 un terzo dei polimeri prodotti negli Stati Uniti era ricavato seguendo questa metodologia.

## Fase di inizio
È il primo stadio della polimerizzazione. In questa fase un centro attivo viene creato e funzionerà da punto di partenza per l'accrescimento della catena macromolecolare. Non tutti i monomeri funzionano bene con qualsiasi iniziatore. La fase di inizio radicalica è ottimale con i doppi legami carbonio-carbonio dei monomeri vinilici e con il gruppo carbonile (doppio legame carbonio-ossigeno) presente in aldeidi e chetoni. Questo passaggio della reazione si può suddividere in due reazioni distinte: inizialmente i radicali vengono creati da una molecola di iniziatore (radicali primari), in un secondo momento questi attaccano le unità monomeriche nei dintorni.
Esistono svariati tipi di iniziatori e modalità di avvio della polimerizzazione radicalica.

### Tipi di iniziatore e di fase d'inizio

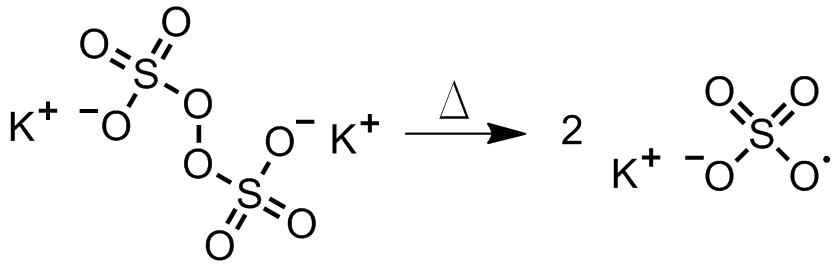
Figura 3: degradazione termica del persolfato

Decomposizione termicaL'iniziatore viene riscaldato finché non si ha la rottura omolitica del legame covalente, da cui si originano due radicali (figura 1). Questo metodo funziona bene con perossidi organici e azo composti. 

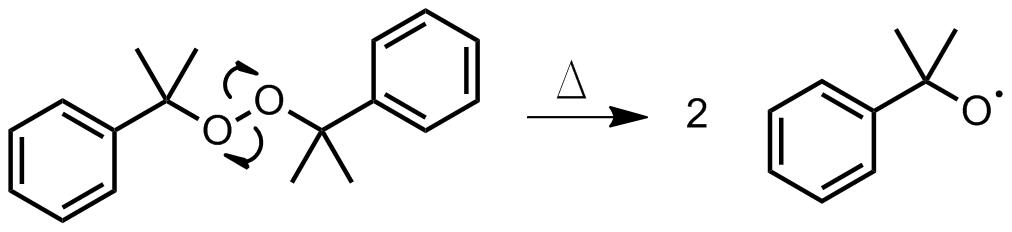
Figura 1: decomposizione termica del dicumyl perossido

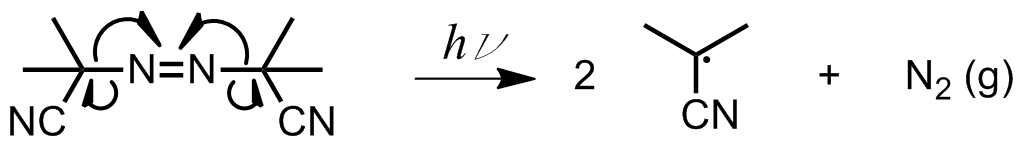
Figura 2: fotolisi dell'azobisisobutirronitrile (AIBN)

FotolisiLe radiazioni rompono omoliticamente il legame generando due radicali, come in figura 2. Questo metodo generalmente è usato con ioduri metallici, alchil-metalli e azocomposti.  L'inizio fotolitico può avvenire anche attraverso un'estrazione di idrogeno bimolecolare quando il radicale si trova nel suo più basso stato di tripletto eccitato.: La fotolisi richiede che l'iniziatore soddisfi i seguenti requisiti:
- Alta assorbività nell'intervallo 300-400 nm.
- Buona efficienza nella generazione di radicali capaci di attaccare doppi legami C=C.
- Adeguata solubilità nel sistema polimero-monomero.
- Non impartisce colori giallastri o odori sgradevoli al materiale finito.
- Il fotoiniziatore e qualsiasi sottoprodotto risultante devono essere atossici.

Reazioni redoxLa riduzione del perossido di idrogeno o di un perossido di idrogeno alchilico attraverso il ferro è piuttosto comune.  Altri riducenti impiegati sono Cr2+, V2+, Ti3+, Co2+ e Cu+.
{\displaystyle {\ce {H2O2 + Fe^{2+}-> Fe^{3+}{}+ HO^- + HO^.}}}
PersolfatiLa dissociazione del persolfato in fase acquosa (figura 3) è un metodo utile nella polimerizzazione in emulsione, in cui il radicale diffonde attraverso una goccia idrofobica di monomero. 
Radiazioni ionizzantiLe radiazioni α, β, γ e x causano l'espulsione di un elettrone dalla molecola di iniziatore, seguita dalla dissociazione e dalla cattura elettronica per produrre un radicale (figura 4). 

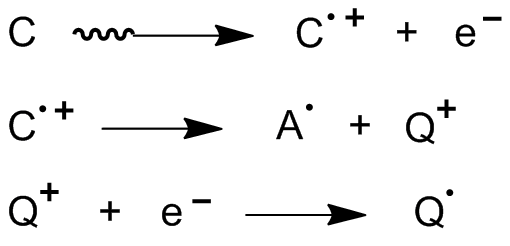
Figura 4: i tre passaggi nella fase di inizio con radiazioni ionizzanti.

Via elettrochimicaL'elettrolisi di una soluzione contenente sia monomero che elettroliti è un'altra alternativa.Una molecola di monomero riceve un elettrone al catodo e si trasforma in un radicale anione, mentre un monomero presso l'anodo perde un elettrone e diventa un radicale catione (figura 5). Gli ioni radicalici possono ora iniziare la polimerizzazione radicalica e/o quella di tipo ionico. Di solito si sceglie questo metodo quando si vuole ricoprire la superficie di un metallo con pellicole (film) polimerici.

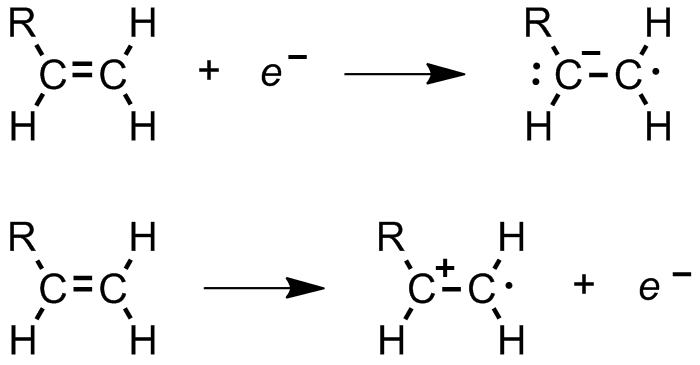
Figura 5: (in alto) formazione di un radicale anione al catodo; (in basso) formazione di un radicale catione all'anodo